# Alec Georgen
Alec Georgen, né le 17 septembre 1998 à Clamart, est un footballeur français qui évolue au poste d'arrière droit à l'USL Dunkerque.
Avec l'équipe de France des moins de 17 ans, il remporte l'Euro U17 en 2015.

## Biographie

### Débuts et formation
Alec Georgen naît le 17 septembre 1998 à Clamart. Après des débuts au CSM Clamart, il rejoint en 2011 le centre de formation du Paris Saint-Germain. Joueur offensif à ses débuts, il est replacé au poste d'arrière droit.

### Carrière en club

#### Paris Saint-Germain (2015-2019)
Il signe son premier contrat professionnel avec le Paris Saint-Germain le 1er juillet 2015 pour une durée de trois ans. Titulaire avec l'équipe réserve en CFA, il fait ses débuts dans le groupe professionnel lors d'un déplacement à l'AS Saint-Étienne en Coupe de France, mais n'entre cependant pas en jeu. Avec l'équipe des jeunes du club, il est finaliste de l'UEFA Youth League en 2016. Les jeunes Parisiens sont battus par ceux du Chelsea FC sur le score de deux buts à un.
Il est titulaire et joue toute la rencontre amicale face à Club Africain lors de la trêve hivernale Le 24 janvier 2017, il fait ses débuts professionnels en entrant en jeu à la 88e minute à la place de Lucas Moura face aux Girondins de Bordeaux en Coupe de la Ligue.
Le 30 mai 2017, il prolonge son contrat avec le Paris Saint-Germain jusqu'en 2020.
En janvier 2018 il est prêté pour la fin de saison dans le club de l'AZ Alkmaar en manque de temps de jeu. Le 5 février 2018, il est titulaire avec la réserve de l'AZ  face au FC Oss et joue les 82 premières minutes de jeu d' une victoire 3-1. Cependant de nombreuses blessures font qu'il ne jouera que quatre matchs avec l'équipe réserve.
À cause d'une entorse au genou et de la cheville contractée en amical contre l'Atlético Madrid à l'été 2018, Alec Georgen est contraint d'être opéré en octobre 2018. Il manque ainsi la quasi-totalité de la saison et quitte le club à la fin de la saison à la suite de la dissolution de la réserve du Paris Saint-Germain.

#### US Avranches MSM (2019-2020)
Afin de se relancer après une saison blanche, il signe en National à l'US Avranches MSM.
Après un début de saison gâché par des pépins physiques, il sera finalement titularisé à 11 reprises.

#### AJ Auxerre (2020-2022)
Le 3 juin 2020, il signe à l'AJ Auxerre en Ligue 2.
La bonne saison collective ne lui permet pas de se faire sa place au sein de l'équipe première où il est très peu utilisé en championnat (1 apparition).

#### US Concarneau (2022-2024)

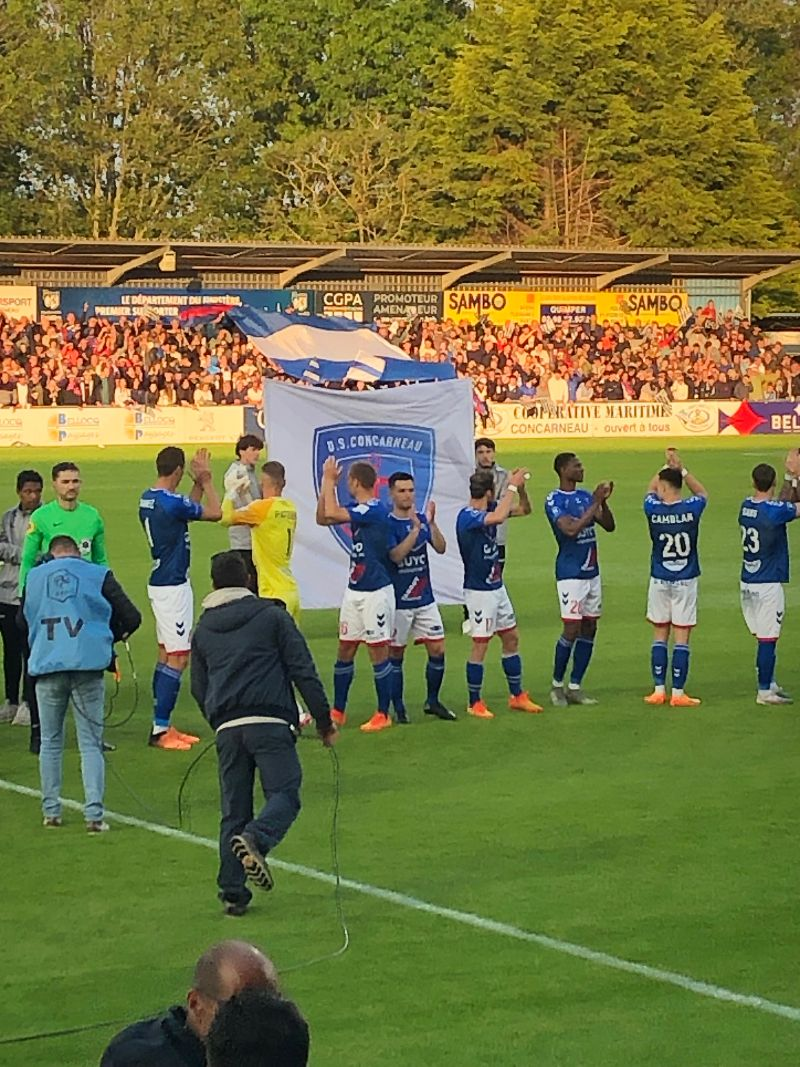

Lors de la saison 2022-2023, Georgen est prêté par l'AJ Auxerre à l'US Concarneau (National) pour une saison sans option d'achat. Dans le Finistère, il réalise une saison complète et participe à la montée des concarnois en Ligue 2 et termine la saison dans l'équipe type du championnat. 
En fin de contrat avec l'AJA, il rejoint l'USC libre lors de l'intersaison 2023. Pour son retour en Ligue 2, il réalise une saison convaincante avec 35 matchs joués et 4 passes décisives délivrées mais n'empêche pas l'USC d'être relégué en National.

#### USL Dunkerque (depuis 2024)
Après la relégation de l'US Concarneau, Georgen signe à l'USL Dunkerque pour 2 ans.

### Équipe de France
International des moins de 16 ans en 2014, il remporte en mai 2015, avec l'équipe de France des moins de 17 ans, le championnat d'Europe, en battant l'Allemagne sur le score de quatre buts à un en étant un des joueurs majeurs de la sélection. Avec l'équipe de France des moins de 18 ans , il atteint ensuite, en octobre, les huitièmes de finale de la Coupe du monde des moins de 17 ans où les « Bleuets » sont battus aux tirs au but par le Costa Rica. Pour son entraîneur en équipe de France, Jean-Claude Giuntini, il « est un garçon qui a déjà une intelligence de jeu au-dessus de la moyenne : il voit plus vite que les autres et peut donc anticiper […] Il compense son petit gabarit (1,71 m, 65 kg) par une très grande vitesse d'exécution qui surprend souvent ses adversaires ».

## Statistiques
| Saison                | Club                     | Championnat           | Championnat | Championnat | Championnat | Coupe nationale | Coupe nationale | Coupe nationale | Coupe de la Ligue | Coupe de la Ligue | Coupe de la Ligue | Play-offs | Play-offs | Play-offs | Total | Total | Total |
| Saison                | Club                     | Division              | M.          | B.          | P.d.        | M.              | B.              | P.d.            | M.                | B.                | P.d.              | M.        | B.        | P.d.      | M.    | B.    | P.d.  |
| 2015-2016             | Paris Saint-Germain rés. | CFA                   | 9           | 0           | 0           | -               | -               | -               | -                 | -                 | -                 | -         | -         | -         | 9     | 0     | 0     |
| 2016-2017             | Paris Saint-Germain rés. | CFA                   | 22          | 2           | 0           | -               | -               | -               | -                 | -                 | -                 | -         | -         | -         | 22    | 2     | 0     |
| 2017-2018             | Paris Saint-Germain rés. | National 2            | 10          | 1           | 0           | -               | -               | -               | -                 | -                 | -                 | -         | -         | -         | 10    | 1     | 0     |
| 2018-2019             | Paris Saint-Germain rés. | National 2            | 1           | 0           | 0           | -               | -               | -               | -                 | -                 | -                 | -         | -         | -         | 1     | 0     | 0     |
| Sous-total            | Sous-total               | Sous-total            | 42          | 3           | 0           | 0               | 0               | 0               | 0                 | 0                 | 0                 | 0         | 0         | 0         | 42    | 3     | 0     |
| 2016-2017             | Paris Saint-Germain      | Ligue 1               | 0           | 0           | 0           | 0               | 0               | 0               | 1                 | 0                 | 0                 | -         | -         | -         | 1     | 0     | 0     |
| Sous-total            | Sous-total               | Sous-total            | 0           | 0           | 0           | 0               | 0               | 0               | 1                 | 0                 | 0                 | 0         | 0         | 0         | 1     | 0     | 0     |
| 2017-2018             | Jong AZ (prêt)           | Jupiler League        | 4           | 0           | 0           | -               | -               | -               | -                 | -                 | -                 | -         | -         | -         | 4     | 0     | 0     |
| Sous-total            | Sous-total               | Sous-total            | 4           | 0           | 0           | 0               | 0               | 0               | 0                 | 0                 | 0                 | 0         | 0         | 0         | 4     | 0     | 0     |
| 2019-2020             | US Avranches MSM         | National              | 11          | 1           | 0           | 0               | 0               | 0               | -                 | -                 | -                 | -         | -         | -         | 11    | 1     | 0     |
| Sous-total            | Sous-total               | Sous-total            | 11          | 1           | 0           | 0               | 0               | 0               | 0                 | 0                 | 0                 | 0         | 0         | 0         | 11    | 1     | 0     |
| 2020-2021             | AJ Auxerre               | Ligue 2               | 1           | 0           | 0           | 2               | 0               | 0               | -                 | -                 | -                 | -         | -         | -         | 3     | 0     | 0     |
| 2021-2022             | AJ Auxerre               | Ligue 2               | 7           | 0           | 0           | 2               | 0               | 0               | -                 | -                 | -                 | -         | -         | -         | 9     | 0     | 0     |
| Sous-total            | Sous-total               | Sous-total            | 8           | 0           | 0           | 4               | 0               | 0               | 0                 | 0                 | 0                 | 0         | 0         | 0         | 12    | 0     | 0     |
| 2022-2023             | US Concarneau (prêt)     | National              | 31          | 2           | 5           | 1               | 0               | 0               | -                 | -                 | -                 | -         | -         | -         | 32    | 2     | 5     |
| 2023-2024             | US Concarneau            | Ligue 2               | 34          | 0           | 4           | 1               | 0               | 0               | -                 | -                 | -                 | -         | -         | -         | 35    | 0     | 4     |
| Sous-total            | Sous-total               | Sous-total            | 65          | 2           | 9           | 2               | 0               | 0               | 0                 | 0                 | 0                 | 0         | 0         | 0         | 67    | 2     | 9     |
| 2024-2025             | USL Dunkerque            | Ligue 2               | 33          | 0           | 1           | 5               | 0               | 1               | -                 | -                 | -                 | 2         | 0         | 0         | 40    | 0     | 2     |
| Sous-total            | Sous-total               | Sous-total            | 33          | 0           | 1           | 5               | 0               | 1               | 0                 | 0                 | 0                 | 2         | 0         | 0         | 40    | 0     | 2     |
| Total sur la carrière | Total sur la carrière    | Total sur la carrière | 163         | 6           | 10          | 11              | 0               | 1               | 1                 | 0                 | 0                 | 2         | 0         | 0         | 177   | 6     | 11    |

## Palmarès

### En club
- Paris Saint-Germain U19
- National U19
  - Vainqueur : 2016
- UEFA Youth League
  - Finaliste : 2016

- US Concarneau
- National
  - Champion : 2023

### Sélection
Équipe de France des moins de 17 ans
- Euro U17
  - Vainqueur : 2015.

### Distinction personnelle
Il est membre de l'équipe type de l'UEFA Youth League 2016.